# Tetracnemus texanus
Tetracnemus texanus is een vliesvleugelig insect uit de familie Encyrtidae. De wetenschappelijke naam is voor het eerst geldig gepubliceerd in 1892 door Howard.